# 高岡初美
高岡 初美（たかおか はつみ、1983年12月9日 - ）は、日本の元AV女優。

## 略歴
2003年1月にデビューしたロリ系AV女優である。
2004年に引退。

## 出演作品

### アダルトビデオ
2003年
- 美聖女… H（1月24日（VHS）、トライハートコーポレーション） ※デビュー作
- マシュマロ（2月21日（VHS）、トライハートコーポレーション）
- マシュマロ♥H（2月21日（DVD）、トライハートコーポレーション） ※『美聖女… H』『マシュマロ』と撮り下ろし映像を収録
- ミルキーシャワー（3月21日（VHS）、トライハートコーポレーション / 5月23日（DVD）、クリスタル映像）
- プリティ♥ワイフ（4月18日（VHS） / 4月25日（DVD）、トライハートコーポレーション）
- 女教師の秘蜜（6月20日（VHS）、トライハートコーポレーション / 6月27日（DVD）、笠倉出版社）
- コールガール 痴女（7月19日（VHS）、トライハートコーポレーション）
- SWITCH ［オレがマンコで、お前がチンポ］（10月3日（VHS/DVD）、ワープエンタテインメント）
- 激射 vol.31 〜ほとばしる体液〜（11月6日（DVD）、アウダースジャパン）
- （裏）撮影会 ［サーキットのぶっかけ女神］（11月7日（VHS/DVD）、ワープエンタテインメント）
- セルセラ 5つの制服（11月20日（VHS/DVD）、忠実堂）
- おスケベ（生）下着 初美のくいこみランジェリー（11月21日（VHS/DVD）、ワイルドサイド）
- えっちなにゃんこの大冒険 仔猫メス猫物語（12月1日（VHS/DVD）、MOODYZ）
- 悪魔のくちびる 悩ましき舌づかい（12月5日（VHS/DVD）、ワープエンタテインメント）
- マジックミラーBOX 〜初美、恥辱の東京観光編〜（12月18日（VHS/DVD）、ディープス）

2004年
- 高岡初美と学校でしようよ!（1月9日（DVD）、GLAY'z）
- REAL SEX REC.5（2月20日（VHS）、LEO）他出演:宮沢優、野口佳穂

2007年
- GOLDEN TICKET 9（12月19日、A-BOX）他出演:高野らん、竹本里緒、園部りか、高井七海、芹沢樹梨